# Dieter Schilling (Politiker)
Dieter Schilling (in amtlichen Dokumenten Dieter Schilling II.) (* 26. November 1799 in Undenheim; † 10. September 1863 in Mainz) war ein hessischer Landwirt und Politiker und Abgeordneter der 2. Kammer der Landstände des Großherzogtums Hessen.
Dieter Schilling war der Sohn des Bürgermeisters Johann Dietrich (Dieter) Schilling und dessen Ehefrau Anna Maria, geborene Schwamb. Schilling, der evangelischen Glaubens war, war Landwirt in Undenheim und heiratete dort am 15. April 1831 Susanne Philippine geborene Matthes.
Von 1862 bis 1863 gehörte er der Zweiten Kammer der Landstände an. Er wurde für den Wahlbezirk Rheinhessen 6/Wörrstadt gewählt.